# 圣博内阿瓦卢兹
圣博内阿瓦卢兹（法語：Saint-Bonnet-Avalouze，法語發音：[sɛ̃ bɔnɛ avaluz]）是法国科雷兹省的一个旧市镇，属于蒂勒区。

## 地理
圣博内阿瓦卢兹（45°15'22"N, 1°49'55"E）面积5.14 平方千米，位于法国新阿基坦大区科雷兹省，该省份为法国中南部省份，北起上维埃纳省和克勒兹省，西接多爾多涅省，南至洛特省，东临多姆山省和康塔爾省。
与圣博内阿瓦卢兹接壤的市镇（或旧市镇、城区）包括：沙纳克莱米讷、埃斯帕尼亚克、龙代勒河畔拉迪尼亚克、拉盖讷、圣马夏尔德日梅勒。
圣博内阿瓦卢兹的时区为UTC+01:00、UTC+02:00（夏令时）。

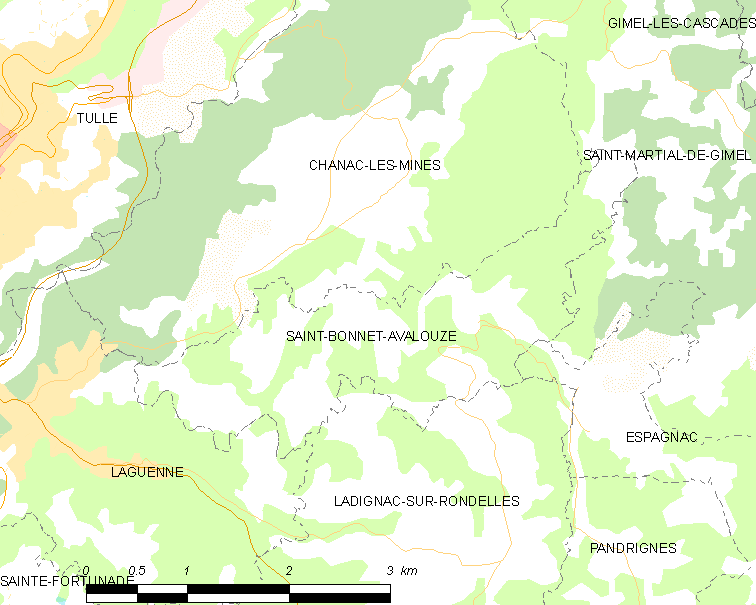
圣博内阿瓦卢兹的OSM定位图

## 行政
圣博内阿瓦卢兹的邮政编码为19150，INSEE市镇编码为19185。

## 政治
圣博内阿瓦卢兹所属的省级选区为圣福蒂纳德县。

## 人口

1962-2008年间圣博内阿瓦卢兹人口变化图示

圣博内阿瓦卢兹于2018年1月1日时的人口数量为210人。